# Рафайловське сільське поселення
Рафа́йловське сільське поселення (рос. Рафайловское сельское поселение) — муніципальне утворення у складі Ісетського району Тюменської області, Росія.
Адміністративний центр — село Рафайлово.

## Населення
Населення — 1500 осіб (2020; 1561 у 2018, 1622 у 2010, 1685 у 2002).

## Склад
До складу поселення входять такі населені пункти:
| Населений пункт  | Населення, осіб (2002) | Населення, осіб (2010) |
| ---------------- | ---------------------- | ---------------------- |
| Батені, присілок | 189                    | 125                    |
| Битюки, присілок | 220                    | 187                    |
| Рафайлово, село  | 1181                   | 1226                   |
| Школьний, селище | 95                     | 84                     |